# Metilfenidát
A metilfenidát egy pszichostimuláns, amely a dopamin és a noradrenalin visszavételét gátolja. Orvosilag az ADHD, és ritkán a narkolepszia kezelésére, valamint rekreációsan "munkadrogként" használják. Magyarországon Ritalin néven forgalmazzák vényköteles gyógyszerként.

## Farmakológia és hatásmechanizmus
A metilfenidát hatását a központi idegrendszer stimulálásával fejti ki. Gátolja a dopamin és a norepinefrin visszavételét az idegsejtekbe, ezáltal növelve ezek koncentrációját. Továbbá részben fokozza is ezen neurotranszmitterek felszabadulását, azonban ez a hatása jóval kevésbé mondható erősnek az amfetaminokhoz képest.
A dopamin és a noradrenalin sok tudományos kutatás szerint alacsonyabb koncentrációban van jelen az agyban az ADHD-ban szenvedő betegeknél, azonban ez vitatott.

## Orvosi alkalmazásai
Elsősorban az ADD/ADHD kezelésére alkalmazzák, itthon 6 éves kortól, amennyiben egyéb kezelés (pszichoterápia, kognitív viselkedésterápia) nem bizonyult hatásosnak. Magyarországon elsősorban 14 év alatti gyermekenek kerül felírásra a gyógyszer, mivel felnőttkorúakat nagyon ritkán diagnosztizálnak ADHD-val. Itthon a Ritalin az egyetlen elérhető pszichostimuláns gyógyszer, amelyet a figyelemzavaros problémák kezelésére használnak.
Esetenként a narkolepszia kezelésére is használják.

## Rekreációs használat
A metilfendiátot gyakran alkalmazzák illegális forrásokból beszerezve a prodiktivitás növeléséhez és tanuláshoz. Energizáló és motiváló hatása miatt megkönnyítheti az egyébként unalmas feladatokat (pl. házimunkák), valamint könnyebbé teszi a fizikai megerőltetéseket, mint a futás és a súlyemelés.
A nem orvos által felírt használata veszélyes lehet: mentális és fizikai függőség alakulhat ki, hirtelen abbahagyás esetében elvonási tüneteket okozhat. Továbbá fennáll a túladagolás kockázata és a hamisítványok, ismeretlen szereket tartalmazó tabletták beszerzése.

## Mellékhatások és alternatívák
A metilfenidát jellemző mellékhatásai közé tartoznak a megemelkedett pulzusszám és vérnyomás; a csökkent étvágy és az álmatlanság, palpitatio (szívdobogásérzés). Ritkább esetekben nemkívánt pszichiátriai tüneteket, szív-és érrendszeri problémákat okozhat. Túladagolásának tünetei hasonlóak az egyéb stimulánsokéhoz: idegesség, túlzott izgatottság, hányás, izomrángások és remegés, testhőmérséklet emelkedése, tachicardia (rendkívül magas pulzusszám).
Az amfetaminsókhoz (Adderall) képest - amely erősebben megemeli a dopamin szintjét az agyban - kisebb a függőség kialakulásának kockázata, azonban nem elvethető. A metilfenidát rövidebb felezési ideje miatt kevesebb ideig marad a szervezetbe, így ritkábban okoz álmatlanságot az amfetamin-származékokhoz képest. 